# Пейси

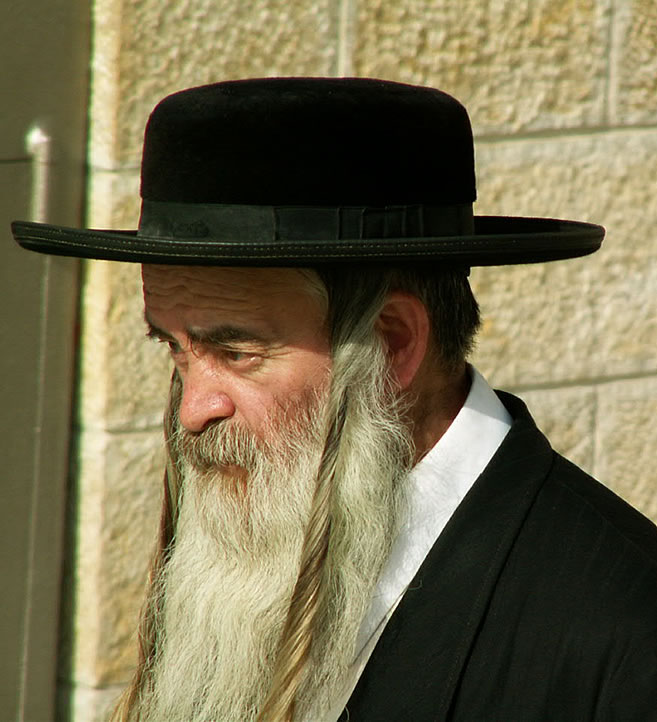
Ортодоксальний єврей із довгими пейсами

Пейси (їд. פיאות, «пеєс» < івр. פאות, «пеот», множина від פאה) — довгі незістрижені пасма волосся на скронях, традиційний елемент зачіски ортодоксальних і ультраортодоксальних євреїв. Згідно зі звичаями юдаїзму, єврейські чоловіки носять пейси, бороду й неодмінно головний убір.
У Торі є заповідь, що забороняє виголювати пейси («пеот») — волосся на скронях. Попри те, що існує принцип, згідно з яким потрібно намагатися виконати заповідь за можливості найкращим чином, це стосується лише розпорядчих заповідей Тори, а не до заборон. У принципі, будь-яка довжина волосся на скронях достатня, якщо очевидно, що це місце не виголене. Але в багатьох громадах з поваги до цієї заповіді й бажання відрізнятися від неєврейського оточення було прийнято залишати довгі пасма волосся на скронях, так звані пейси.
Довжина пейсів залежить від традиції громади або місцевості, оскільки «звичай в Ізраїлі прирівнюється до заповіді Тори», і тому кожен єврей сам вирішує для себе, носити чи не носити довгі пейси відповідно до звичаю своєї громади.